# Лук (музика)
Лук у музици употребљавамо на три различита начина, и то као:
1. Спојница нота исте висине, лигатура (лат. ligare - везати, спојити; итал. legatura - везивање, спајање; енгл. tie, bind). Бележи се у виду малог лука који спаја истоимене ноте и служи да продужи трајање тона, па се зове и „лук трајања“. Паузе се не продужавају лигатуром.
2. Спојница нота различите висине, знак за легато (итал. legato - везано; енгл. slur). То је врста артикулације која се обележава луком изнад или испод групе нота, који извођача упућије да те тонове треба изводити без прекида, на један дах.
3. Ознака за фразирање (итал. legatura, енгл. phrasing slur). То су лукови који рашчлањују (раздвајају) музичко дело у мање целине, фразе, да би оно слушаоцу постало што јасније, лепше, разумљивије и разговетније. Зове се и „лук фразе“.